# فرانچیسک برونکوسکی
فرانچیسک برونکوسکی (انگلیسی: Franciszek Bronikowski؛ ۲۵ فوریه ۱۹۰۷ – ۱ دسامبر ۱۹۶۴) قایقران روئینگ اهل لهستان بود.
وی در مسابقات کشوری و بین‌المللی در مجموع برندهٔ ۳ مدال برنز شده‌است.